# استان‌ها و قلمروهای کانادا
کانادا، دومین کشور بزرگ جهان با ۹٫۹۸۵ میلیون کیلومتر مربع وسعت است و از مجموعه ۱۰ استان و ۳سرزمین و در ۵ منطقه اصلی به نام‌های کرانه غربی، شمال، مرکز، علفزارها، و منطقه اقیانوس اطلس تشکیل شده‌است. فرهنگ و جمعیت هر یک از این بخش‌ها متفاوت و نمایانگر تصویری متفاوت از این کشور پهناور هستند.
- منطقه اطلس (Atlantic): از مجوعه استانهای نوا اسکوشیا، نیوبرانزویک، پرنس ادوارد آیلند و نیوفاندلند و لابرادور تشکیل شده‌است. صنایع ماهیگیری، کشاورزی، جنگلداری، استخراج معادن و گردشگری از مهم‌ترین فعالیت‌های این منطقه به‌شمار می‌روند.
- کانادای مرکزی (Central Canada): از مجموعه استان های انتاریو و کبک تشکیل شده‌است. این منطقه پرجمعیت‌ترین ناحیه در کشور کانادا است. استانهای انتاریو و کبک مجموعاً بیشتر از ۴/۳ کل محصولات کانادا را تولید می‌کنند.
- منطقه علفزارها (Prairies): از مجموعه استان‌های منیتوبا، سسکچوان و آلبرتا تشکیل شده‌است. بیشتر زمین‌های این ناحیه صاف و بارور هستند و برای کشاورزی بسیار مناسب هستند. همچنین این زمین‌ها غنی از منابع انرژی هستند. این منطقه از کوه‌های راکی آغاز شده و در غرب آلبرتا به پایان می‌رسد. رشته‌کوه‌های راکی شامل بلندترین قله‌های آمریکای شمالی هستند.
- کرانه غربی (West Coast): استان بریتیش کلمبیا به دلیل دامنه‌ها و جنگل‌های زیبایش مشهور است. منابع طبیعی این استان از قبیل صنعت چوب و ماهیگیری برای اقتصاد کشور بسیار مهم است. میوه کاری و صنعت جهانگردی از دیگر فعالیت‌های مهم این استان است.
- منطقه شمال (North): این منطقه از مجموعه سه سرزمین کانادا تشکیل می‌شود. مناطق نورت وست تریتوریز، یوکان و نوناووت ۳/۱ زمین‌های کانادا را تشکیل می‌دهد. از منابع مهم این منطقه می‌توان به نفت، گاز طبیعی، طلا، روی و سرب اشاره کرد.

## استان‌ها
| نشان       | استان‌                 | مخفف پستی  | مرکز       | بزرگترین شهر | وارد کنفدراسیون شد | جمعیت      | مساحت (km2) | مساحت (km2) | مساحت (km2) | زبان رسمی       | کرسی‌ها | کرسی‌ها |
| نشان       | استان‌                 | مخفف پستی  | مرکز       | بزرگترین شهر | وارد کنفدراسیون شد | جمعیت      | زمین        | آب          | کل          | زبان رسمی       | عوام   | سنای   |
| ---------- | --------------------- | ---------- | ---------- | ------------ | ------------------ | ---------- | ----------- | ----------- | ----------- | --------------- | ------ | ------ |
|            | انتاریو               | ON         | تورنتو     | تورنتو       | ۱۰ تیر ۱۲۴۶        | ۱۴٬۷۵۵٬۲۱۱ | ۹۱۷٬۷۴۱     | ۱۵۸٬۶۵۴     | ۱٬۰۷۶٬۳۹۵   | انگلیسی         | ۱۲۱    | ۲۴     |
|            | کبک                   | QC         | کبک        | مونترآل      | ۱۰ تیر ۱۲۴۶        | ۸٬۵۷۵٬۹۴۴  | ۱٬۳۵۶٬۱۲۸   | ۱۸۵٬۹۲۸     | ۱٬۵۴۲٬۰۵۶   | فرانسوی         | ۷۸     | ۲۴     |
|            | نوا اسکوشیا           | NS         | هالیفاکس   | هالیفاکس     | ۱۰ تیر ۱۲۴۶        | ۹۷۹٬۴۴۹    | ۵۳٬۳۳۸      | ۱٬۹۴۶       | ۵۵٬۲۸۴      | انگلیسی         | ۱۱     | ۱۰     |
|            | نیوبرانزویک           | NB         | فردریکتون  | مونکتون      | ۱۰ تیر ۱۲۴۶        | ۷۸۲٬۰۷۸    | ۷۱٬۴۵۰      | ۱٬۴۵۸       | ۷۲٬۹۰۸      | انگلیسی فرانسوی | ۱۰     | ۱۰     |
|            | منیتوبا               | MB         | وینیپگ     | وینیپگ       | ۲۴ تیر ۱۲۴۹        | ۱٬۳۸۰٬۹۳۵  | ۵۵۳٬۵۵۶     | ۹۴٬۲۴۱      | ۶۴۷٬۷۹۷     | انگلیسی         | ۱۴     | ۶      |
|            | بریتیش کلمبیا         | BC         | ویکتوریا   | ونکوور       | ۲۹ تیر ۱۲۵۰        | ۵٬۱۵۳٬۰۳۹  | ۹۲۵٬۱۸۶     | ۱۹٬۵۴۹      | ۹۴۴٬۷۳۵     | انگلیسی         | ۴۲     | ۶      |
|            | جزیره پرنس ادوارد     | PE         | شارلوت‌تاون | شارلوت‌تاون   | ۱۰ تیر ۱۲۵۲        | ۱۵۹٬۸۱۹    | ۵٬۶۶۰       | ۰           | ۵٬۶۶۰       | انگلیسی         | ۴      | ۴      |
|            | ساسکاچوان             | SK         | رجاینا     | ساسکاتون     | ۱۰ شهریور ۱۲۸۴     | ۱٬۱۷۸٬۸۳۲  | ۵۹۱٬۶۷۰     | ۵۹٬۳۶۶      | ۶۵۱٬۰۳۶     | انگلیسی         | ۱۴     | ۶      |
|            | آلبرتا                | AB         | ادمونتون   | کلگری        | ۱۰ شهریور ۱۲۸۴     | ۴٬۴۳۶٬۲۵۸  | ۶۴۲٬۳۱۷     | ۱۹٬۵۳۱      | ۶۶۱٬۸۴۸     | انگلیسی         | ۳۴     | ۶      |
|            | نیوفاندلند و لابرادور | NL         | سینت جانز  | سینت جانز    | ۱۱ فروردین ۱۳۲۸    | ۵۲۰٬۴۳۸    | ۳۷۳٬۸۷۲     | ۳۱٬۳۴۰      | ۴۰۵٬۲۱۲     | انگلیسی         | ۷      | ۶      |
| کل استان‌ها | کل استان‌ها            | کل استان‌ها | کل استان‌ها | کل استان‌ها   | کل استان‌ها         | ۳۷٬۹۲۲٬۰۰۳ | ۵٬۴۹۰٬۹۱۸   | ۵٬۷۲۰٬۲۱۳   | ۶٬۰۶۲٬۹۳۱   | —               | ۳۳۵    | ۱۰۲    |

یادداشت‌ها:
1. ↑   از Q1 2021.[۳]
2. ↑  اتاوا, the national capital of Canada, is located in Ontario, near its border with Quebec. However, the National Capital Region straddles the border.
3. 1 2 3 4 5 6 7  De facto; French has limited constitutional status in Ontario.
4. ↑  Charter of the French Language; English has limited constitutional status in Quebec.
5. ↑  Nova Scotia dissolved cities in 1996 in favour of regional municipalities; its largest regional municipality is therefore substituted.
6. ↑  Nova Scotia has very few bilingual statutes (three in English and French; one in English and Polish); some Government bodies have legislated names in both English and French.
7. ↑  Section Sixteen of the Canadian Charter of Rights and Freedoms.
8. ↑   Although Manitoba has above average constitutional protections for the French language, it is not an official language.

## قلمروها
سه قلمرو یا ناحیه کانادا به همراه مراکز آن‌ها:
| نشان       | قلمرو             | مخفف پستی  | مرکز و شهر بزرگ | وارد کنفدراسیون شد | جمعیت   | مساحت (km2) | مساحت (km2) | مساحت (km2) | زبان رسمی | کرسی‌ها | کرسی‌ها |
| نشان       | قلمرو             | مخفف پستی  | مرکز و شهر بزرگ | وارد کنفدراسیون شد | جمعیت   | زمین        | آب          | کل          | زبان رسمی | عوام   | سنای   |
| ---------- | ----------------- | ---------- | --------------- | ------------------ | ------- | ----------- | ----------- | ----------- | --- | ------ | ------ |
|            | قلمروهای شمال غرب | NT         | یلونایف         | ۲۴ تیر ۱۲۴۹        | ۴۵٬۱۳۶  | ۱٬۱۸۳٬۰۸۵   | ۱۶۳٬۰۲۱     | ۱٬۳۴۶٬۱۰۶   | چیپویایی، کری، انگلیسی، فرانسوی، گوئیچین، اینویناقتون، اینوکتیتوت، اینوویالوکتون، اسلاوی شمالی، اسلاوی جنوبی، تیکو | ۱      | ۱      |
|            | یوکان             | YT         | وایت‌هورس        | ۲۳ خرداد ۱۲۷۷      | ۴۲٬۱۹۲  | ۴۷۴٬۳۹۱     | ۸٬۰۵۲       | ۴۸۲٬۴۴۳     | انگلیسی، فرانسوی                                                                                                   | ۱      | ۱      |
|            | نوناووت           | NU         | ایقالویت        | ۱۲ فروردین ۱۳۷۸    | ۳۹٬۴۰۷  | ۱٬۹۳۶٬۱۱۳   | ۱۵۷٬۰۷۷     | ۲٬۰۹۳٬۱۹۰   | اینوویالوکتون، اینوکتیتوت، انگلیسی، فرانسوی                                                                        | ۱      | ۱      |
| کل قلمروها | کل قلمروها        | کل قلمروها | کل قلمروها      | کل قلمروها         | ۱۲۶٬۵۳۵ | ۳٬۵۹۳٬۵۸۹   | ۳۲۸٬۱۵۰     | ۳٬۹۲۱٬۷۳۹   | — | ۳      | ۳      |

1. ↑   از Q1 2021.[۳]

## نگارخانه

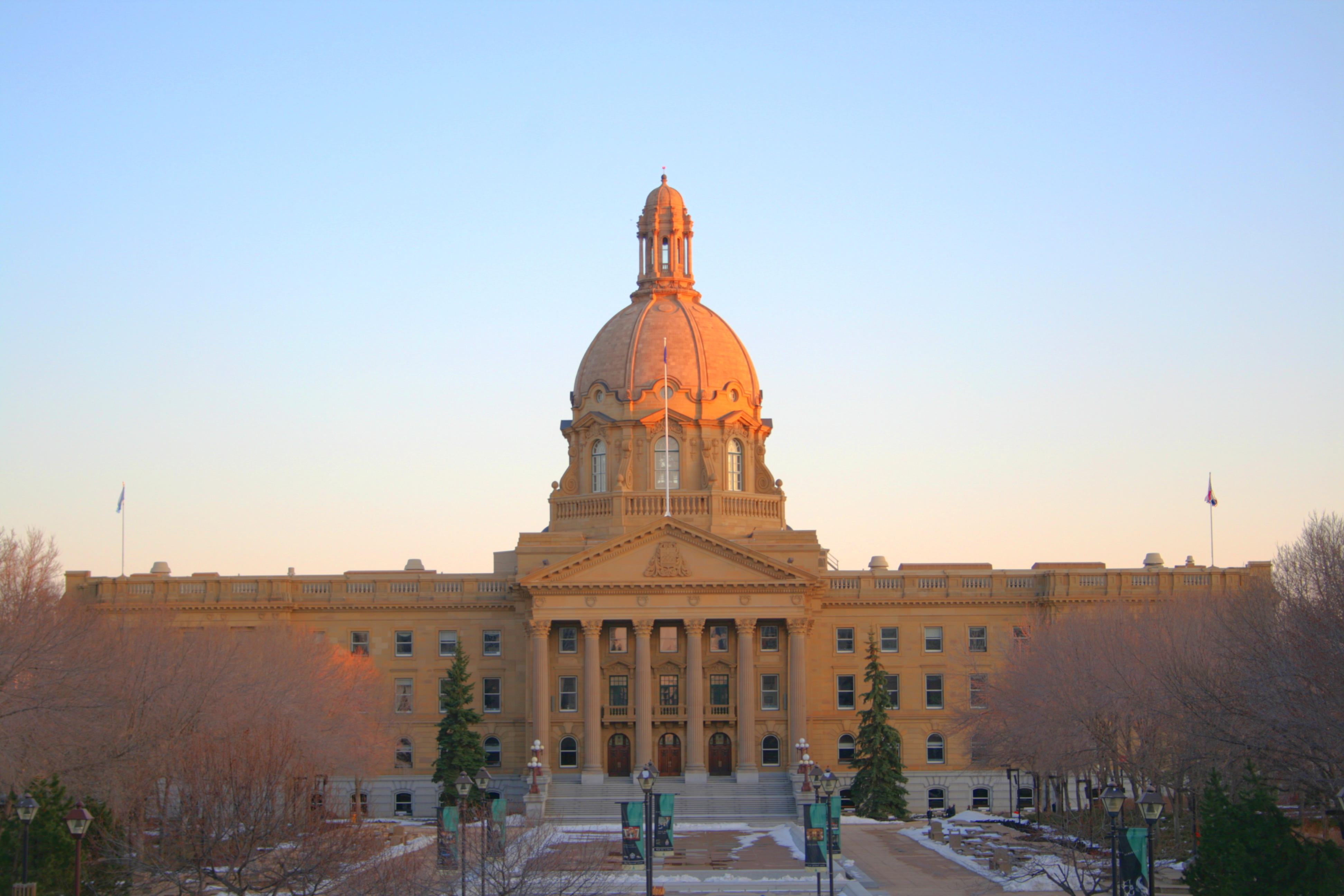
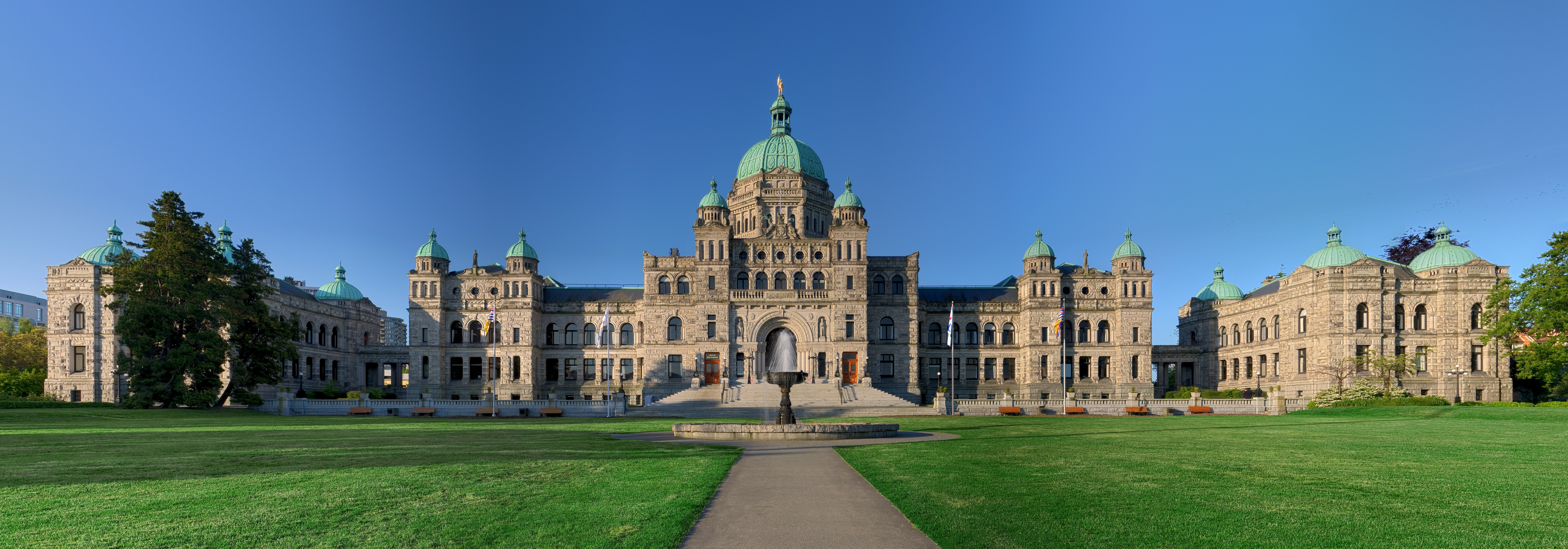
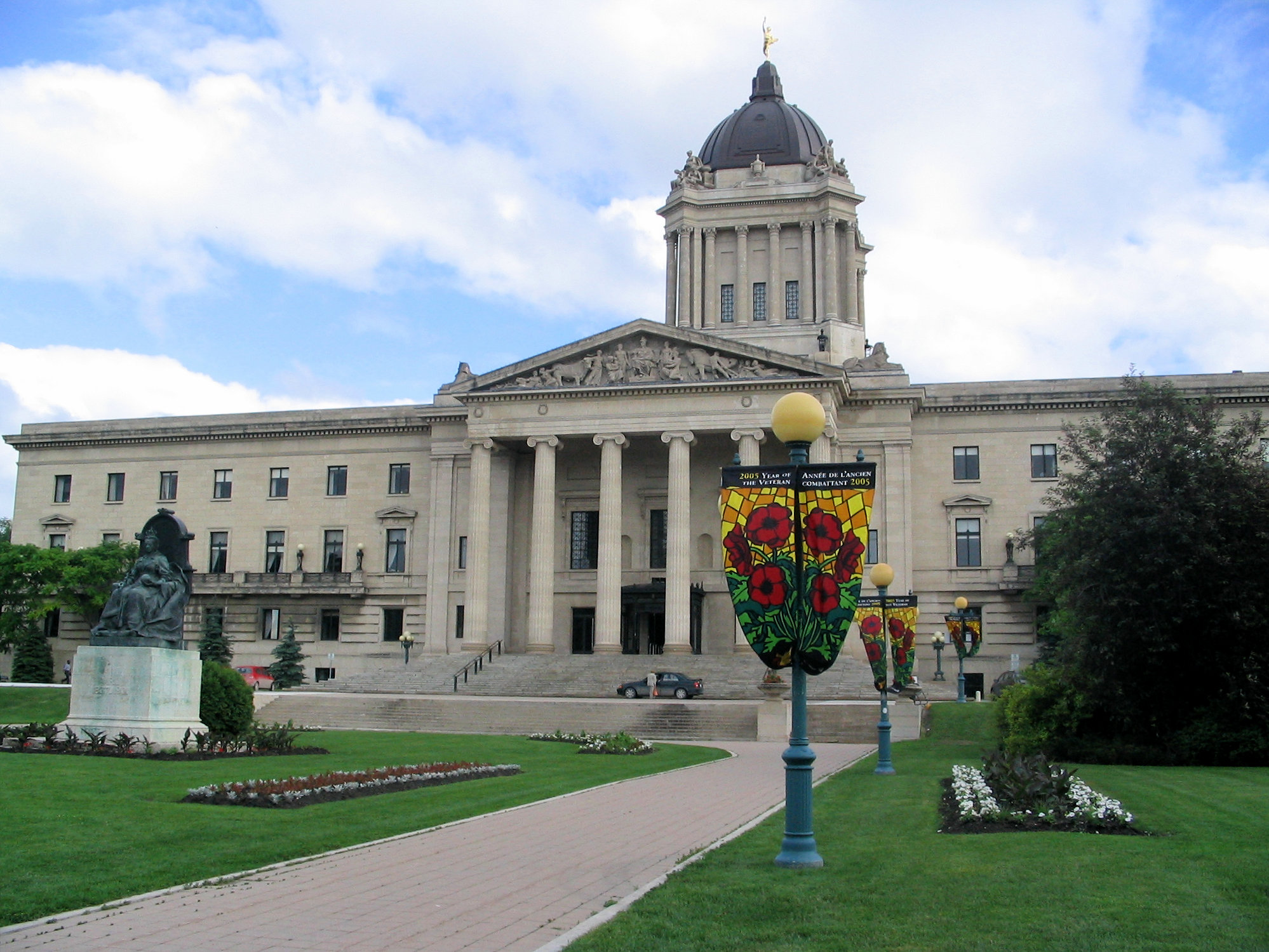
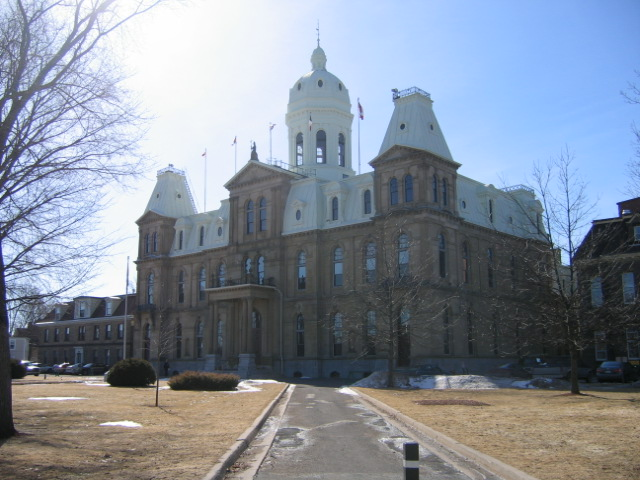
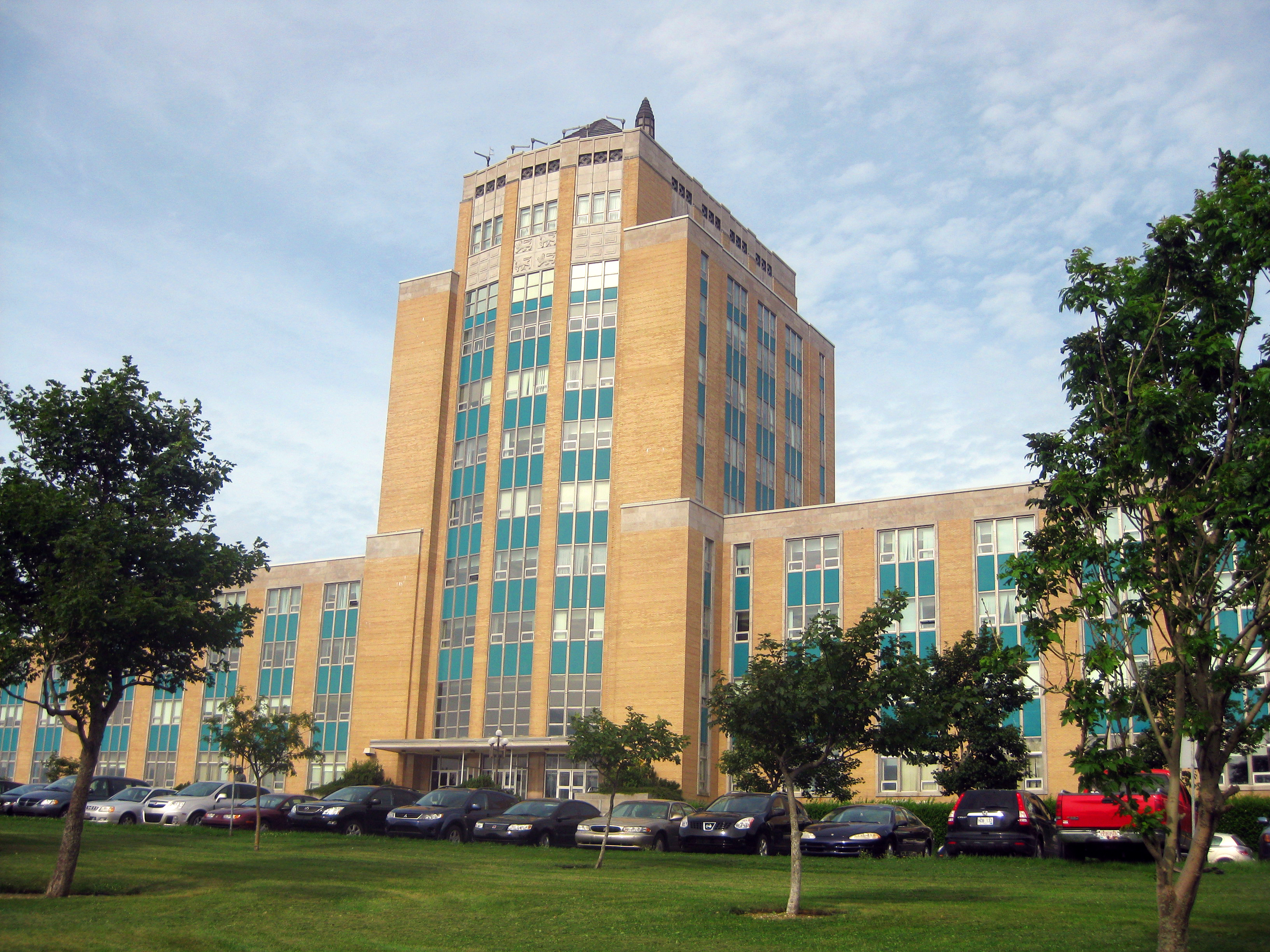
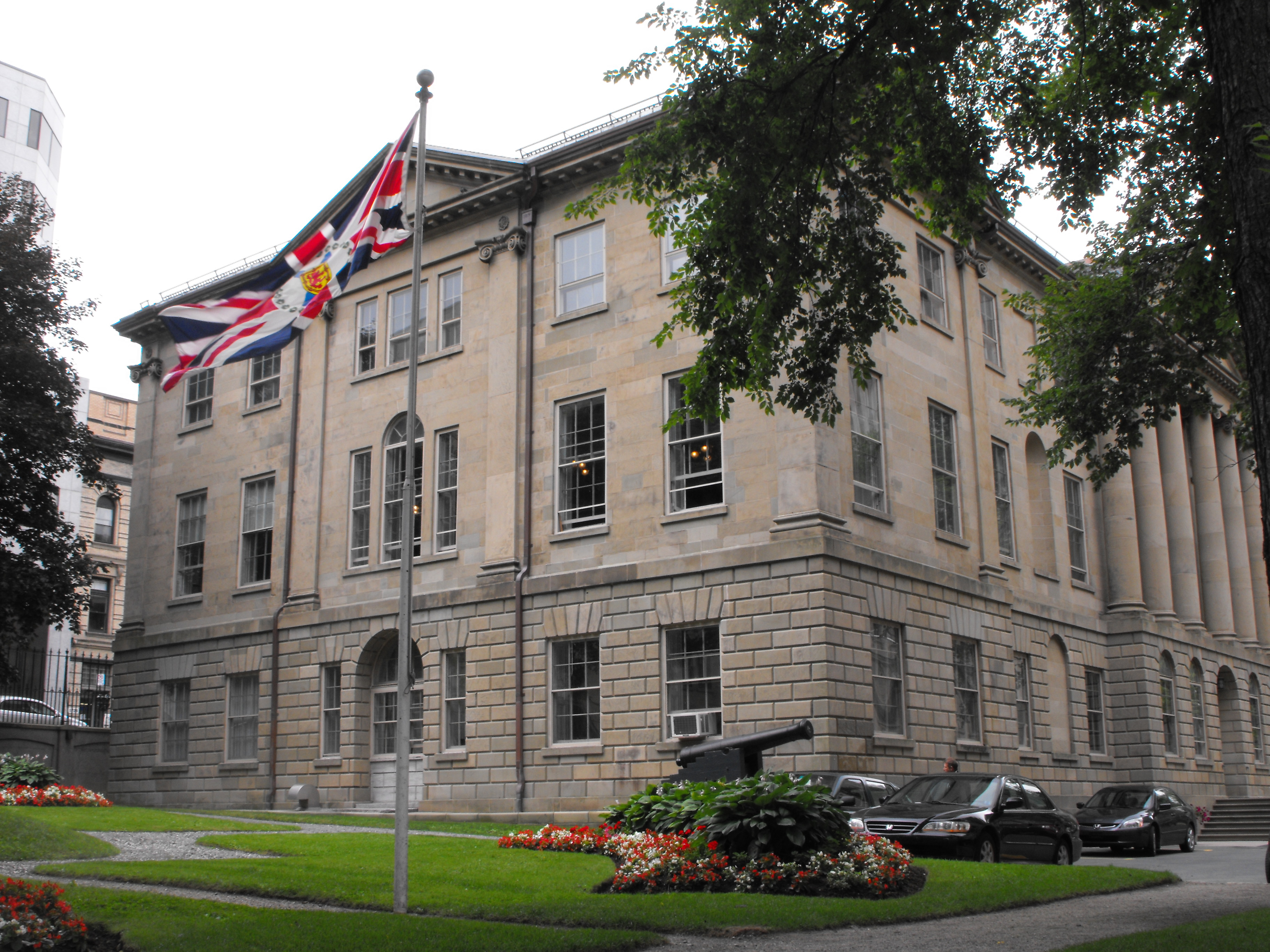
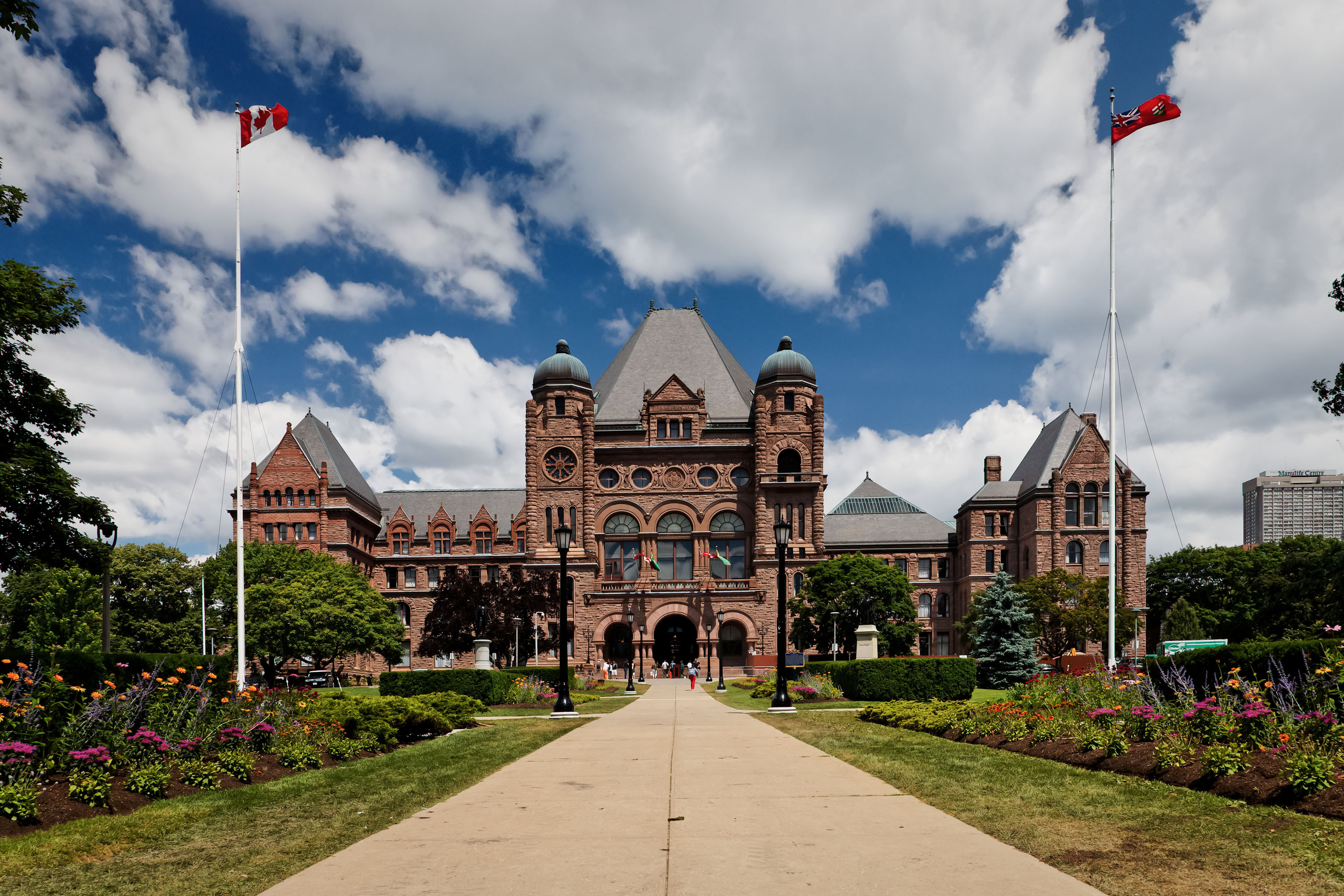
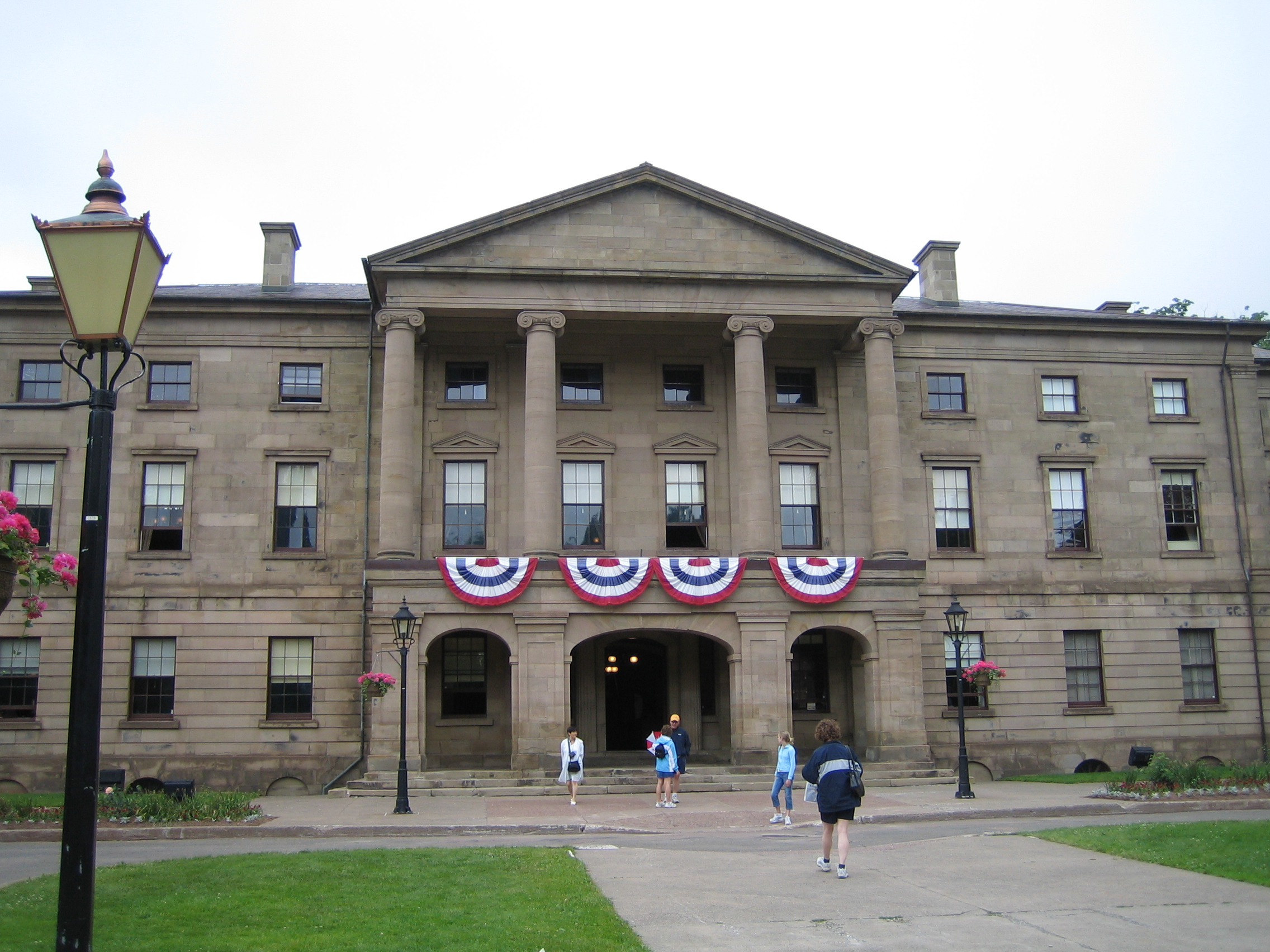
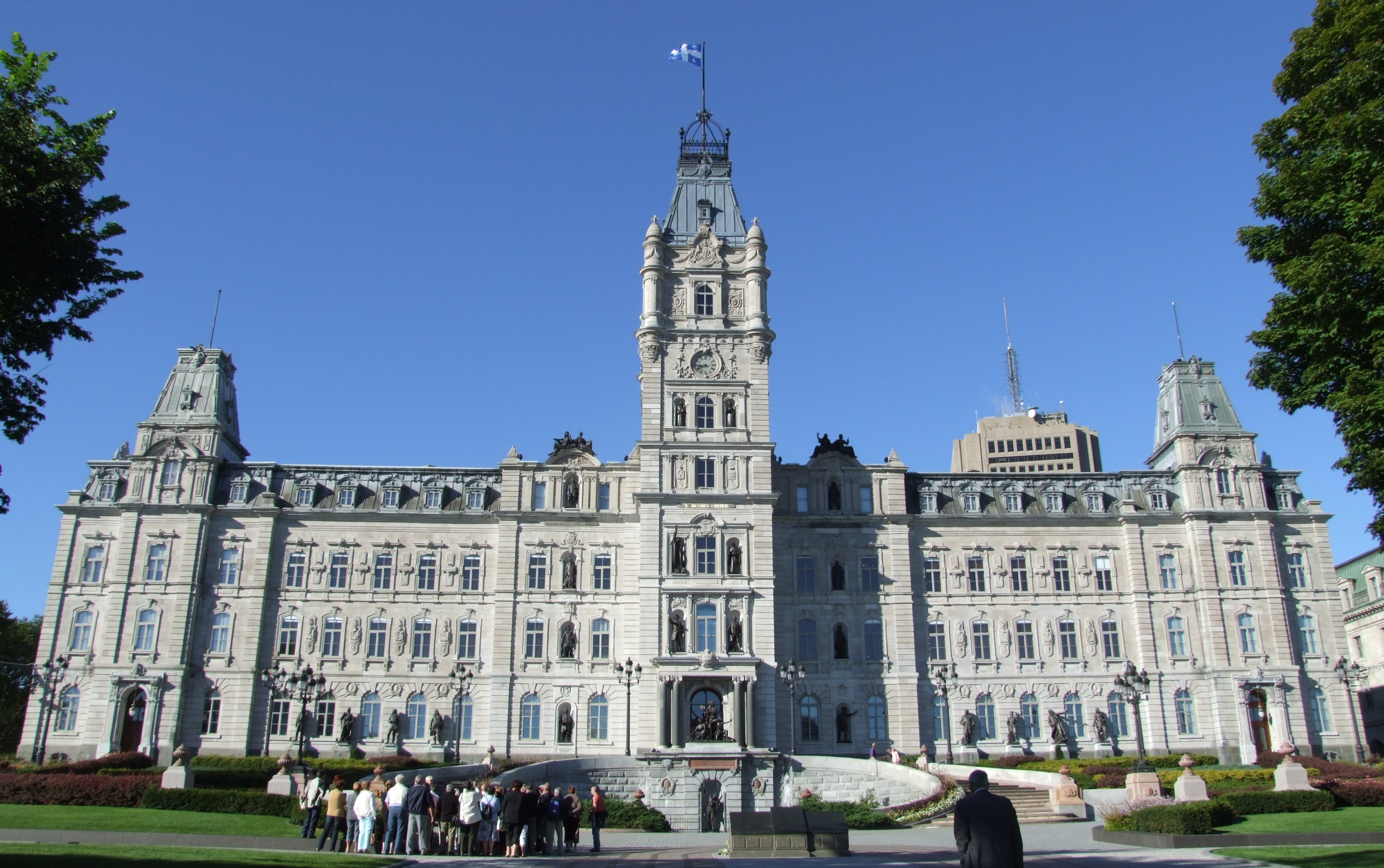
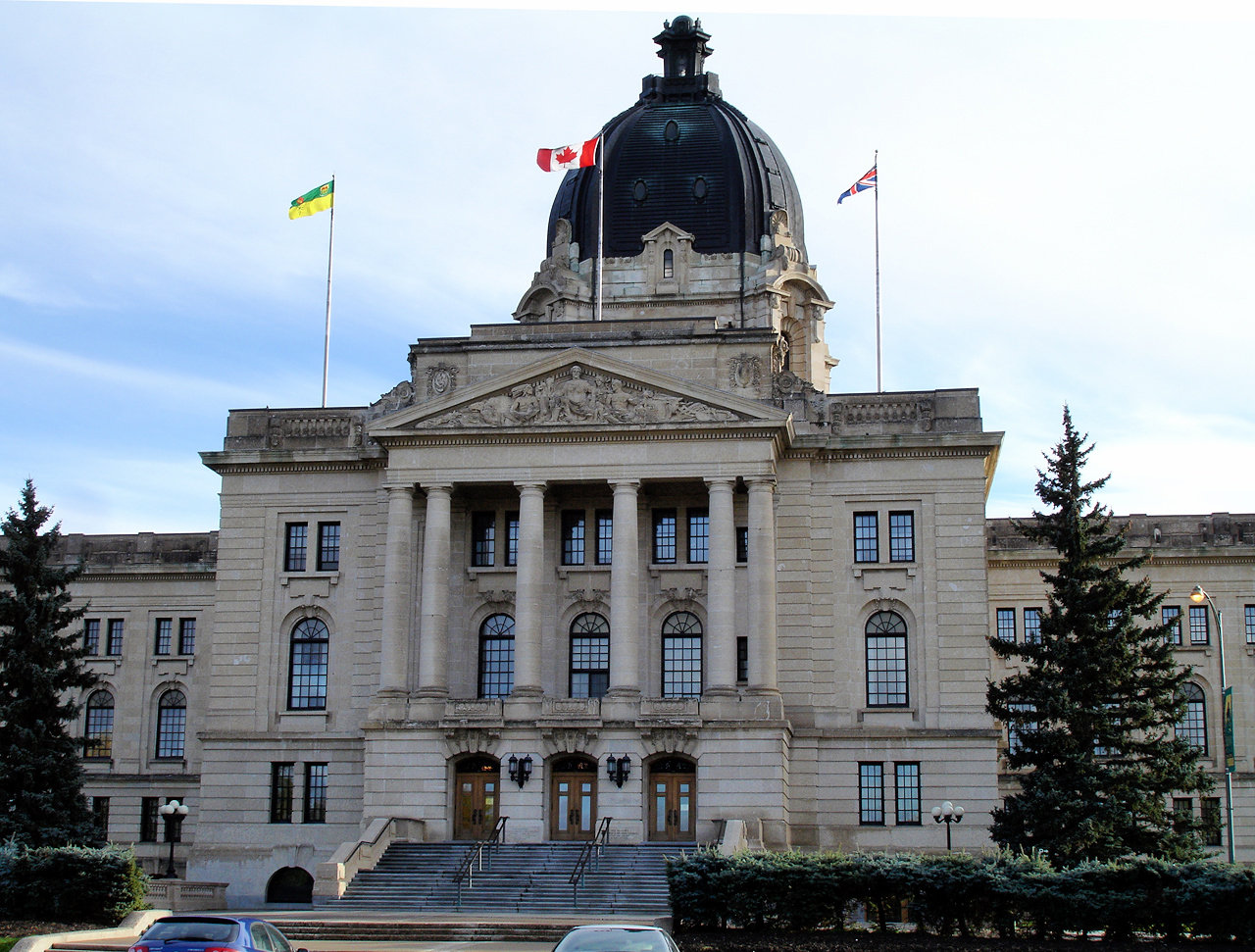